# ブラジル関係記事の一覧
ブラジル関係記事の一覧（ブラジルかんけいきじのいちらん）
なお、ブラジル出身人物についてはブラジル人の一覧を、ブラジルの州についてはブラジルの地方行政区分を参照のこと。

## あ行
- アフロ＝レゲエ (ブラジルの組織)（ポルトガル語版） - 1993年に設立された非政府組織のひとつ。正式名称はアフロレゲエ文化グループで、ブラジルにおける文化団体として名高いものとなっている
- アマゾン川
- アマゾン熱帯雨林
- イピオカ（英語版） - 同国の酒造メーカーの一社で、伝統的な酒であるカシャッサを生産している。2012年、同社のブラント・カチャッサ「イピオカ」がディアジオに買収されている
  - イピオカ (酒)（ポルトガル語版） - イピオカ社のブランド商品として製造されているカシャッサ。1846年からマラングアペ市で生産されている

## か行
- カカオ
- カシューナッツ
- カシャッサ - 同国の伝統的な蒸留酒。サトウキビを原料として作られる為にラム酒と同類系統で扱われることが多いが、所によってはその解釈が異なり易いのが特徴である
- グアラニー族
- 黒人のロザリオ聖母教会 (オウロ・プレート)（ポルトガル語版）

## さ行
- 三国同盟戦争
- サルヴァドール
- サンバ
- サンパウロ
- セアラー州

## な行
- 日伯関係
- ノルデスチ

## は行
- パト・フ
- パラグアイ戦争 → 三国同盟戦争
- ファヴェーラの丘 - 映画作品。カテゴリーはドキュメンタリー映画である
- フォルタレザ - 都市
- ブラジリア
- ブラジリア連邦直轄区
- ブラジル
- ブラジル文学
- ブラジルボク
- ブラジル料理
- ブラジル連邦共和国大統領
- ブラジル連邦共和国副大統領
- ブラジルの映画
- ブラジルの音楽
- ブラジルの科学と技術
- ブラジルの気候
- ブラジルの教育
- ブラジルの言語
- ブラジルの高層建築物
- ブラジルの国歌
- ブラジルの国旗
- ブラジルのサッカー
- ブラジルの宗教
- ブラジルの人口統計
- ブラジルの世界遺産
- ブラジルの先住民
- ブラジルの州旗一覧
- ブラジルの地方行政区分
- ブラジルの地理 (en:Extreme points of Brazil)
- ブラジルの歴史
- ブラジルポルトガル語
- ボサノヴァ
- ポルトガル
- ポルトガル語
- ポルトゥニョール・リヴェレンセ
- ポロロッカ
- ポン・ヂ・アスーカル
- ポン・デ・ケイジョ

## ま行
- マラングアペ（ポルトガル語版、英語版） - セアラー州にある市の一つ。フォルタレザの都市圏を構成する自治体の一部となっている
- ミナス・ジェライス級戦艦
- 南アメリカ
- メルコスール

## ら行
- ラテンアメリカ
- リオデジャネイロ
- レアル
- レコール